# Лейк-Кларк-Шорс (Флорида)
Лейк-Кларк-Шорс (англ. Lake Clarke Shores) — муниципалитет, расположенный в округе Палм-Бич (штат Флорида, США) с населением в 3451 человек по статистическим данным переписи 2000 года.

## География
По данным Бюро переписи населения США муниципалитет Лейк-Кларк-Шорс имеет общую площадь в 2,85 квадратных километров, из которых 2,59 кв. километров занимает земля и 0,26 кв. километров — вода. Площадь водных ресурсов округа составляет 9,12 % от всей его площади.
Муниципалитет Лейк-Кларк-Шорс расположен на высоте 4 м над уровнем моря.

## Демография
По данным переписи населения 2000 года в Лейк-Кларк-Шорс проживало 3451 человек, 1029 семей, насчитывалось 1407 домашних хозяйств и 1462 жилых дома. Средняя плотность населения составляла около 1210,88 человек на один квадратный километр. Расовый состав населённого пункта распределился следующим образом: 93,16 % белых, 1,04 % — чёрных или афроамериканцев, 0,23 % — коренных американцев, 1,94 % — азиатов, 0,03 % — выходцев с тихоокеанских островов, 1,13 % — представителей смешанных рас, 2,46 % — других народностей. Испаноговорящие составили 18,52 % от всех жителей.
Из 1407 домашних хозяйств в 25,2 % воспитывали детей в возрасте до 18 лет, 62,5 % представляли собой совместно проживающие супружеские пары, в 8,0 % семей женщины проживали без мужей, 26,8 % не имели семей. 21,0 % от общего числа семей на момент переписи жили самостоятельно, при этом 8,5 % составили одинокие пожилые люди в возрасте 65 лет и старше. Средний размер домашнего хозяйства составил 2,45 человек, а средний размер семьи — 2,82 человек.
Население муниципалитета по возрастному диапазону по данным переписи 2000 года распределилось следующим образом: 18,8 % — жители младше 18 лет, 5,9 % — между 18 и 24 годами, 27,1 % — от 25 до 44 лет, 29,6 % — от 45 до 64 лет и 18,5 % — в возрасте 65 лет и старше. Средний возраст жителей составил 44 года. На каждые 100 женщин в Лейк-Кларк-Шорс приходилось 98,9 мужчин, при этом на каждые сто женщин 18 лет и старше приходилось 95,3 мужчин также старше 18 лет.
Средний доход на одно домашнее хозяйство составил 61 328 долларов США, а средний доход на одну семью — 71 641 доллар. При этом мужчины имели средний доход в 48 000 долларов США в год против 33 774 доллара среднегодового дохода у женщин. Доход на душу населения составил 61 328 долларов в год. 2,3 % от всего числа семей в населённом пункте и 4,0 % от всей численности населения находилось на момент переписи населения за чертой бедности, при этом 5,8 % из них были моложе 18 лет и 3,2 % — в возрасте 65 лет и старше.